# فلورانس رینا سابین
فلورانس رینا سابین (انگلیسی: Florence R. Sabin؛ ۹ نوامبر ۱۸۷۱ – ۳ اکتبر ۱۹۵۳) یک دانشمند در زمینه پزشکی اهل ایالات متحده آمریکا بود.